# Soon
I Soon sono stati un gruppo musicale italiano attivo durante gli anni novanta, le cui sonorità univano elementi di pop britannico e rock italiano.  Per descrivere il loro stile è stato utilizzato il termine it-pop.

## Storia
I Soon nacquero a Milano nel 1993, ispirandosi all'alternative pop, con suoni di chitarra molto potenti unite a melodie ricercate. Inizialmente i testi dei brani erano in inglese.
Grazie a un'intensa attività concertistica, alla partecipazione a concorsi dell'area milanese, e al supporto del management di Rock Targato Italia, i Soon acquisirono una certa popolarità e riuscirono a farsi notare dai talent scout dell'etichetta discografica Mercury/Black Out, per la quale nel 1995 incisero il loro album di debutto (Scintille). Della produzione dell'album si occupò Anjali Dutt, già ingegnere del suono di band di livello internazionale come My Bloody Valentine, Sleeper e Oasis (per l'album Definitely Maybe).
Alla pubblicazione di Scintille seguì un lungo tour (circa 150 date), una campagna promozionale di partecipazioni televisive (in programmi come Festivalbar, Roxy Bar, Help, Match Music), e due video in rotazione su TMC2 e MTV (per i brani Il fiume e Settimane). Nello stesso anno i Soon furono anche in nomination come gruppo rivelazione dell'anno alla seconda edizione del Premio Italiano della Musica.
Dopo una partecipazione alla compilation del CPI Matrilineare, i Soon tornarono in studio per incidere il loro secondo album, Spirale (ancora 1997), questa volta con la produzione di Sandro Franchin e Paolo Steffan. Nel tour successivo aprirono il concerto di Skunk Anansie di luglio. Il video di Abitudini venne messo in rotazione sui canali musicali italiani, e nuovamente il gruppo si dedicò a partecipazioni televisive. Dopo la selezione per Sanremo Giovani 1997, durante il tour in Sardegna, i Soon realizzarono il cortometraggio Spirale, per la regia di Domenico Liggeri, in cui appare il video di Libera dentro, secondo singolo dell'album.
Dopo Spirale i Soon realizzarono alcuni nuovi brani, proponendoli nel tour estivo del 1999, ma nello stesso anno il gruppo si sciolse.

## Formazione
- Odette Di Maio: voce e chitarre
- Francesco Calì: chitarre
- Davide Rosenholz: chitarre
- Davide De Polo: basso (dal 1997 Davide Boerchio, dal 1999 Marco Manai)
- Enrico Quinto: batteria (nel 1997 Christian Born già batterista dei Sux! e dal 1998 Emilio Fanzaga)

## Discografia

### Album in studio
- 1996 – Scintille
- 1997 – Spirale

### Apparizioni
- 1996 – So che intorno le ombre, brano nella compilation Matrilineare

## Videografia

### Video musicali
- Il Fiume, maggio 1996, di Giuseppe Capotondi
- Settimane, luglio 1996, di Francesco Fei
- Abitudini, maggio 1997, di Francesco Fei
- Spirale (cortometraggio), estate 1997, di Domenico Liggieri
- Libera Dentro, agosto 1997, di Domenico Liggieri